# (75308) Shoin
(75308) Shoin est un astéroïde de la ceinture principale.

## Description
(75308) Shoin est un astéroïde de la ceinture principale. Il fut découvert le 7 décembre 1999 à Kuma Kogen par Akimasa Nakamura. Il présente une orbite caractérisée par un demi-grand axe de 2,36 UA, une excentricité de 0,11 et une inclinaison de 7,0° par rapport à l'écliptique.

## Compléments